# Kyle Catlett
Kyle Catlett (Morristown, 16 novembre 2002) è un attore statunitense.

## Carriera
Catlett è apparso nella serie televisiva The Following, interpretando Joey Matthews. Ha debuttato come attore nel film del 2013 Lo straordinario viaggio di T.S. Spivet, interpretando l'omonimo protagonista. Nel 2015 ha recitato nel remake Poltergeist.

## Vita privata
Kyle parla inglese e russo, insegnatogli dalla madre, cinese, che studiò a scuola una volta a settimana, e francese, che fu costretto a studiare durante le riprese de Lo straordinario viaggio di T.S. Spivet, poiché la troupe era prevalentemente francese oltre a un po' di spagnolo e latino. Ha anche rilasciato un'intervista in cinese. Pratica inoltre Kung Fu e nel 2010 ha vinto la medaglia d'oro al Grand Championship in Irlanda, per la categoria under 9 ed è campione del mondo di Taijiquan per la categoria under 17.

## Filmografia

### Cinema
- Lo straordinario viaggio di T.S. Spivet, regia di Jean-Pierre Jeunet (2013)
- Poltergeist, regia di Gil Kenan (2015)
- A Vigilante, regia di Sarah Daggar-Nickson (2018)

### Televisione
- Mercy, 1 episodio (2009)
- Unforgettable, 1 episodio (2011)
- The Following, 15 episodi (2013)
- The Tick (2016)